# Чиханчин, Юрий Анатольевич
Юрий Анатольевич Чиханчин (род. 17 июня 1951, Красноярск) — директор Федеральной службы по финансовому мониторингу с 13 июня 2012 года. Действительный государственный советник Российской Федерации 1 класса, кандидат экономических наук, заведующий кафедрой финансового мониторинга МИФИ. Заслуженный экономист Российской Федерации (2005).

## Биография
- 1974 год — окончил Красноярский технологический институт по специальности «инженер-технолог»[2][3]
- 1974—1978 годы — работал на предприятиях Красноярского края (мастер, старший мастер-прораб, начальник планово-производственного отдела)
- 1978—1994 годы — служил в КГБ, а затем — в его постсоветских ведомствах-преемниках
- 1994—2000 годы — возглавлял Восточно-Сибирское региональное управление Федеральной службы по валютному и экспортному контролю России (Красноярск)[3]
- 2000—2002 годы — руководитель департамента валютного контроля Министерства финансов России
- 2002—2004 годы — 1-й заместитель председателя Комитета России по финансовому мониторингу
- 2004—2007 годы — заместитель руководителя Федеральной службы по финансовому мониторингу
- 2007—2008 годы — руководитель Секретариата Председателя Правительства России[4].

Распоряжением Правительства от 22 мая 2008 года № 725Р назначен руководителем Федеральной службы по финансовому мониторингу.
Указом Президента Российской Федерации от 13 июня 2012 года назначен директором Федеральной службы по финансовому мониторингу.
31 марта 2016 года Указом Президента Российской Федерации Юрию Чиханчину на пять лет продлён срок федеральной государственной гражданской службы сверх установленного предельного возраста. 4 мая 2021 года распоряжением Президента Юрию Чиханчину срок федеральной государственной гражданской службы продлен ещё на один год. 26 мая 2022 года Путин продлил Юрию Чиханчину срок федеральной государственной гражданской службы до 17 июня 2023 года. 17 мая 2023 года Путин продлил Юрию Чиханчину срок федеральной государственной гражданской службы до 17 июня 2024 года.

## Санкции
30 января 2018 года Минфин США опубликовал «санкционный список» из 210 персон, в числе которых значится Юрий Чиханчин.
19 октября 2022 года, на фоне вторжения России на Украину, Чиханчин включен в санкционный список Украины лиц которые «поддерживают действия, подрывающие или угрожающие территориальной целостности, суверенитету и независимости Украины со стороны РФ».
24 февраля 2023 года Чиханчин внесён в санкционный список Канады как «причастный к продолжающемуся нарушению Россией суверенитета и территориальной целостности Украины».
19 мая 2023 года Чиханчин и его ведомство «Росфинмониторинг» попал под санкции Австралии.
С 8 ноября 2023 года находится под санкциями Великобритании.
18 декабря 2023 попал под санкции ЕС за помощь в «милитаризации» экономики России и участие в репрессиях против оппозиционных и антивоенных активистов.

## Награды
- Заслуженный экономист Российской Федерации (2005)[2]
- Почётная грамота Президента Российской Федерации (2008)[20]
- Орден «За заслуги перед Отечеством» IV степени (2011)
- Орден Александра Невского (2014)[21]
- Почётный гражданин Красноярского края (21 октября 2020) — за личные выдающиеся заслуги в государственной деятельности, развитии экономики, способствующие повышению авторитета и престижа Красноярского края[22][3]
- Медаль «Петра Первого» (РАЕН, 2024)[23].